# Grande Prêmio de Luxemburgo de 1998
Resultados do Grande Prêmio de Luxemburgo de Fórmula 1 realizado em Nürburgring em 27 de setembro de 1998. Décima quinta etapa da temporada, teve como vencedor o finlandês Mika Häkkinen, da McLaren-Mercedes.

## Classificação

### Treino oficial
| Pos.                      | Nº | Piloto                | Construtor          | Tempo    | Diferença |
| ------------------------- | -- | --------------------- | ------------------- | -------- | --------- |
| 1                         | 3  | Michael Schumacher    | Ferrari             | 1:18.561 | —         |
| 2                         | 4  | Eddie Irvine          | Ferrari             | 1:18.907 | + 0.346   |
| 3                         | 8  | Mika Häkkinen         | McLaren-Mercedes    | 1:18.940 | + 0.379   |
| 4                         | 5  | Giancarlo Fisichella  | Benetton-Playlife   | 1:19.048 | + 0.487   |
| 5                         | 7  | David Coulthard       | McLaren-Mercedes    | 1:19.169 | + 0.608   |
| 6                         | 10 | Ralf Schumacher       | Jordan-Mugen/Honda  | 1:19.455 | + 0.894   |
| 7                         | 2  | Heinz-Harald Frentzen | Williams-Mecachrome | 1:19.522 | + 0.961   |
| 8                         | 6  | Alexander Wurz        | Benetton-Playlife   | 1:19.569 | + 1.008   |
| 9                         | 1  | Jacques Villeneuve    | Williams-Mecachrome | 1:19.631 | + 1.070   |
| 10                        | 9  | Damon Hill            | Jordan-Mugen/Honda  | 1:19.807 | + 1.246   |
| 11                        | 14 | Jean Alesi            | Sauber-Petronas     | 1:20.493 | + 1.932   |
| 12                        | 18 | Rubens Barrichello    | Stewart-Ford        | 1:20.530 | + 1.969   |
| 13                        | 15 | Johnny Herbert        | Sauber-Petronas     | 1:20.650 | + 2.089   |
| 14                        | 12 | Jarno Trulli          | Prost-Peugeot       | 1:20.709 | + 2.148   |
| 15                        | 11 | Olivier Panis         | Prost-Peugeot       | 1:21.048 | + 2.487   |
| 16                        | 17 | Mika Salo             | Arrows              | 1:21.120 | + 2.559   |
| 17                        | 16 | Pedro Paulo Diniz     | Arrows              | 1:21.258 | + 2.697   |
| 18                        | 19 | Jos Verstappen        | Stewart-Ford        | 1:21.501 | + 2.940   |
| 19                        | 21 | Toranosuke Takagi     | Tyrrell-Ford        | 1:21.525 | + 2.964   |
| 20                        | 22 | Shinji Nakano         | Minardi-Ford        | 1:22.078 | + 3.517   |
| 21                        | 23 | Esteban Tuero         | Minardi-Ford        | 1:22.146 | + 3.585   |
| 22                        | 20 | Ricardo Rosset        | Tyrrell-Ford        | 1:22.822 | + 4.261   |
| Limite dos 107%: 1:24.060 |    |                       |                     |          |           |
| Fonte:                    |    |                       |                     |          |           |

### Corrida
| Pos.   | Nº | Piloto                | Construtor          | Voltas | Tempo/Diferença | Grid | Pontos |
| ------ | -- | --------------------- | ------------------- | ------ | --------------- | ---- | ------ |
| 1      | 8  | Mika Häkkinen         | McLaren-Mercedes    | 67     | 1:32:14.789     | 3    | 10     |
| 2      | 3  | Michael Schumacher    | Ferrari             | 67     | + 2.211         | 1    | 6      |
| 3      | 7  | David Coulthard       | McLaren-Mercedes    | 67     | + 34.163        | 5    | 4      |
| 4      | 4  | Eddie Irvine          | Ferrari             | 67     | + 58.182        | 2    | 3      |
| 5      | 2  | Heinz-Harald Frentzen | Williams-Mecachrome | 67     | + 1:00.247      | 7    | 2      |
| 6      | 5  | Giancarlo Fisichella  | Benetton-Playlife   | 67     | + 1:01.359      | 4    | 1      |
| 7      | 6  | Alexander Wurz        | Benetton-Playlife   | 67     | + 1:04.789      | 8    |        |
| 8      | 1  | Jacques Villeneuve    | Williams-Mecachrome | 66     | + 1 volta       | 9    |        |
| 9      | 9  | Damon Hill            | Jordan-Mugen/Honda  | 66     | + 1 volta       | 10   |        |
| 10     | 14 | Jean Alesi            | Sauber-Petronas     | 66     | + 1 volta       | 11   |        |
| 11     | 18 | Rubens Barrichello    | Stewart-Ford        | 65     | + 2 voltas      | 12   |        |
| 12     | 11 | Olivier Panis         | Prost-Peugeot       | 65     | + 2 voltas      | 15   |        |
| 13     | 19 | Jos Verstappen        | Stewart-Ford        | 65     | + 2 voltas      | 18   |        |
| 14     | 17 | Mika Salo             | Arrows              | 65     | + 2 voltas      | 16   |        |
| 15     | 22 | Shinji Nakano         | Minardi-Ford        | 65     | + 2 voltas      | 20   |        |
| 16     | 21 | Toranosuke Takagi     | Tyrrell-Ford        | 65     | + 2 voltas      | 19   |        |
| Ret    | 23 | Esteban Tuero         | Minardi-Ford        | 56     | Motor           | 21   |        |
| Ret    | 10 | Ralf Schumacher       | Jordan-Mugen/Honda  | 53     | Freios          | 6    |        |
| Ret    | 15 | Johnny Herbert        | Sauber-Petronas     | 37     | Motor           | 13   |        |
| Ret    | 20 | Ricardo Rosset        | Tyrrell-Ford        | 36     | Motor           | 22   |        |
| Ret    | 12 | Jarno Trulli          | Prost-Peugeot       | 6      | Transmissão     | 14   |        |
| Ret    | 16 | Pedro Paulo Diniz     | Arrows              | 6      | Pane hidráulica | 17   |        |
| Fonte: |    |                       |                     |        |                 |      |        |

## Tabela do campeonato após a corrida
| Pos. | Piloto             | Pontos |
| ---- | ------------------ | ------ |
| 1    | Mika Häkkinen      | 90     |
| 2    | Michael Schumacher | 86     |
| 3    | David Coulthard    | 52     |
| 4    | Eddie Irvine       | 41     |
| 5    | Jacques Villeneuve | 20     |

| Pos. | Construtor          | Pontos |
| ---- | ------------------- | ------ |
| 1    | McLaren-Mercedes    | 142    |
| 2    | Ferrari             | 127    |
| 3    | Williams-Mecachrome | 35     |
| 4    | Benetton-Playlife   | 33     |
| 5    | Jordan-Mugen/Honda  | 31     |

- Nota: Somente as primeiras cinco posições estão listadas.